# GM4200

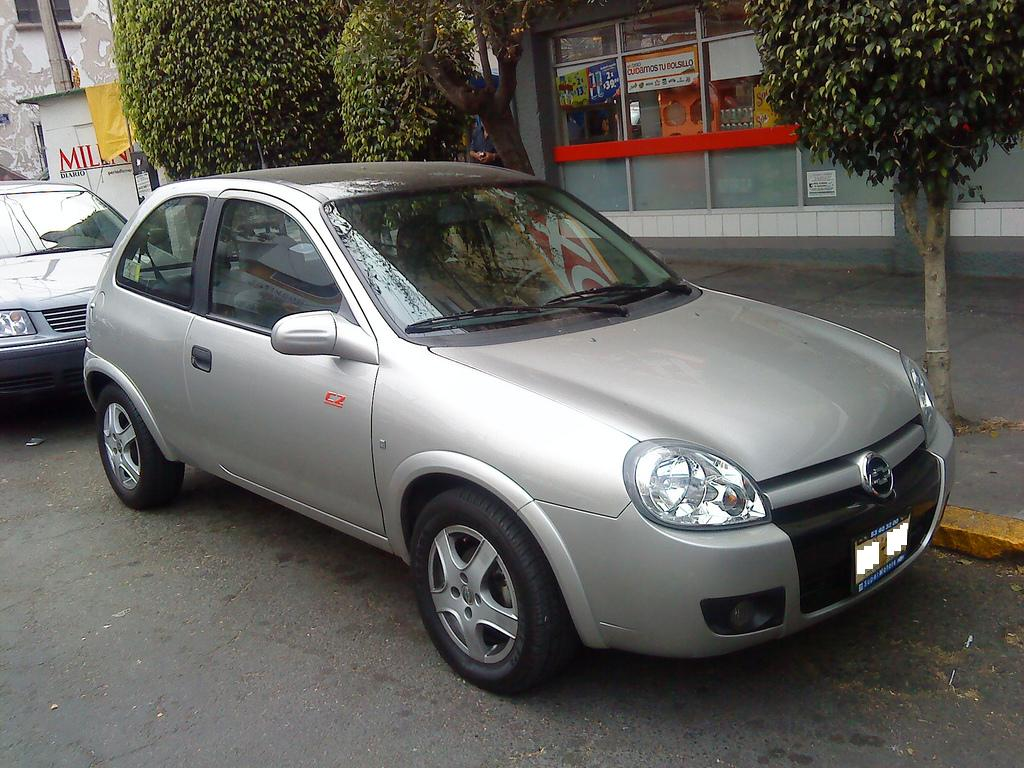
Chevy C2, построенный на платформе GM4200

GM4200 — переднеприводная автомобильная платформа, представленная General Motors в 1983 году. Дебютировала на двух субкомпактных моделях Opel Corsa A и её бэдж-инжиниринговой версии Vauxhall Nova. Использовалась подразделениями GM: Buick (для рынка Китая), Chevrolet (для рынка Латинской Америки) и австралийским Holden.
В Мексике были распространены основанные на этой платформе Chevy Swing и импортировавшийся из Испании субкомпакт Chevy Joy. С 1996 года производство было локализовано, начали выпускаться 4-дверный седан (носивший название Chevrolet Monza), 2- и 4-дверный хетчбэк, двухдверный пикап (так называемый ют) и универсал (ввозился из Чили). Существовала популярная модель Chevrolet Chevy, прошедшая в 2004 году лёгкий рестайлинг (поколение С2), затронувший переднюю часть автомобиля и панель приборов. В 2009 году был проведён повторный рестайлинг. Модель была снята с производства в 2011 году.
В 1999 году была представлена немного удлинённая платформа — преемник, получившая имя Gamma или GM4300.
Латиноамериканское подразделение GM Chevrolet по-прежнему использует GM4200 для модели начального уровня Montana.

### Автомобили
Платформа лежит в основе следующих моделей:
- Buick Sail (2001—2010, позднее как Chevrolet Sail)
- Chevrolet Agile (рынок Южной Америки Mercosul) (2009—2016)
- Chevrolet Classic (2002—2016)
- Chevrolet Celta (2000—2015)
- Chevrolet Corsa (1993—2001)
- Chevrolet Chevy (рынок Мексики) (1994—2012)
- Chevrolet Montana (рынок Южной Америки) (2010—н. в.)
- Chevrolet Prisma (2006—2012)
- Opel Corsa A / Vauxhall Nova (1983—1992)
- Opel Corsa B / Opel Vita / Holden Barina / Vauxhall Corsa (1993—2000)
- Opel Tigra (1994—2000)